# Stephanie Hampl
Stephanie Hampl (* 1980 in München) ist eine deutsche Opern-, Operetten, Lied- und Konzertsängerin und Gesangslehrerin (Mezzosopran).

## Leben
Frühzeitig wurde ihre sängerische Begabung an der Städt. Sing- und Musikschule München entdeckt. Ab 1998 erhielt sie Gesangsunterricht bei Tanja d’Althann und war zwei Jahre lang Mitglied der Bayerischen Singakademie. Im Jahr 2000 begann sie ihr Gesangsstudium an der Hochschule für Musik Nürnberg-Augsburg bei Fenna Kuegel-Seifried. Ferner war sie Mitglied der Oratorienklasse von James Taylor und der Liedklasse von Edith Wiens.
Ab dem Wintersemester 2005 setzte Stephanie Hampl ihre Gesangsausbildung an der Hochschule für Musik und Theater München fort. Sie wurde in die Studienrichtung Musiktheater der Bayerischen Theaterakademie August Everding aufgenommen, wo sie in verschiedenen Produktionen am Prinzregententheater debütierte und damit auch am Mainfrankentheater Würzburg. 2007 gehörte die Sängerin dem Opernstudio der Bayerischen Staatsoper an. Partien hier: Sklavin in Salome, Sandmännchen in Hänsel und Gretel, Trommler in Der Kaiser von Atlantis von Viktor Ullmann, Käthchen in Werther (Massenet), Laura in Luisa Miller etc.
Stephanie Hampl belegte Meisterkurse u. a. bei Rudolf Piernay, Claudia Eder, Brigitte Fassbaender, Ingeborg Danz und Rudolf Jansen.
Die Mezzosopranistin, die Stipendiatin des Richard Wagner Verbandes sowie der Internationalen Bachakademie Stuttgart war, war von 2008 bis 2014 Ensemblemitglied am Theater Augsburg. Hier war sie u. a. als Rosina in Il barbiere di Siviglia, als Zweite Dame in Die Zauberflöte, als Diana in Orpheus in der Unterwelt, Frau Browe in Zar und Zimmermann zu erleben. Seit 2013 arbeitet sie gastierend.
Die Künstlerin widmet sich neben ihrer Theaterverpflichtung dem Lied- und Oratoriengesang. So sang sie beispielsweise  2004 im Oratorium Elias von Felix Mendelssohn Bartholdy unter der Leitung von Helmuth Rilling oder 2005 in der h-Moll-Messe von Johann Sebastian Bach in Leipzig, Berlin und Essen, ebenfalls unter der Leitung von Helmuth Rilling.
Hampl ist Lehrbeauftragte für Gesang an der Universität Augsburg.

## Rollen (Auswahl)
- 2014: „Hänsel“ in Hänsel und Gretel, Theater Augsburg
- 2015: „Ramiro“ in Die Gärtnerin aus Liebe, Theater Augsburg
- 2015: „Frau des Dorfrichters“ in Jenufa, Staatstheater Stuttgart

## Auszeichnungen
- 2005: Förderpreis der Stiftung Vera und Volker Doppelfeld
- 2006: Dritter Preis beim Neustadter Meistersingerkurs[1]
- 2009: Bayerischer Kunstförderpreis[2]